# Казнадей, Илья Игоревич
Илья Игоревич Казнадей (бел. Ілля Ігаравіч Казнадзей; 22 июня 1989, Минск) — белорусский хоккеист, защитник. Воспитанник минского хоккея. В настоящее время является игроком гродненского «Немана», выступающего в Белорусской экстралиге.

## Карьера
Илья Казнадей начал свою профессиональную карьеру в 2006 году в составе минского клуба белорусской высшей лиги «Юниор». В своём дебютном сезоне Илья провёл на площадке 8 матчей, набрав 2 (1+1) очка. После сезона, проведённого в фарм-клубе жлобинского «Металлурга», Казнадей подписал контракт с бобруйским клубом «Динамо-Шинник», однако, проведя в его составе лишь один матч, он вернулся в «Металлург». За три года в Жлобине Илья стал основным защитником клуба, сумев привлечь к своей игре внимание со стороны многих команд.
16 ноября 2011 года Казнадей отправился на просмотр в минское «Динамо», а уже на следующий день заключил с клубом одностороннее соглашение.
В регулярном сезоне 2013/2014 его показатель полезности составил «-21». Таким образом, Илья стал самым бесполезным защитником в Лиге.

## Достижения
- Серебряный призёр чемпионата Белоруссии (2): 2009, 2011.
- Победитель чемпионата Белоруссии : Белорусская экстралига в сезоне 2011/2012 Белорусская экстралига в сезоне 2016/2017.

## Статистика выступлений
Последнее обновление: 4 января 2012 года
|                 |                 |                 | Регулярный сезон | Регулярный сезон | Регулярный сезон | Регулярный сезон | Регулярный сезон | Регулярный сезон | Плей-офф | Плей-офф | Плей-офф | Плей-офф | Плей-офф | Плей-офф |
| Сезон           | Команда         | Лига            | Игр              | Г                | П                | Очк              | +/-              | Штр              | Игр      | Г        | П        | Очк      | +/-      | Штр      |
| --------------- | --------------- | --------------- | ---------------- | ---------------- | ---------------- | ---------------- | ---------------- | ---------------- | -------- | -------- | -------- | -------- | -------- | -------- |
| 2006/07         | Юниор           | Высшая лига     | 8                | 1                | 1                | 2                | --               | 14               | —        | —        | —        | —        | —        | —        |
| 2007/08         | Металлург-2 Жл  | Высшая лига     | 43               | 3                | 5                | 8                | --               | 131              | —        | —        | —        | —        | —        | —        |
| 2008/09         | Динамо-Шинник   | Экстралига      | 1                | 0                | 0                | 0                | --               | 2                | —        | —        | —        | —        | —        | —        |
| 2008/09         | Металлург-2 Жл  | Высшая лига     | 14               | 1                | 5                | 6                | --               | 47               | —        | —        | —        | —        | —        | —        |
| 2008/09         | Металлург Жл    | Экстралига      | 25               | 0                | 3                | 3                | +2               | 24               | 7        | 0        | 0        | 0        | -1       | 0        |
| 2009/10         | Металлург-2 Жл  | Высшая лига     | 30               | 7                | 7                | 14               | --               | 108              | —        | —        | —        | —        | —        | —        |
| 2009/10         | Металлург Жл    | Экстралига      | 8                | 0                | 0                | 0                | -3               | 6                | —        | —        | —        | —        | —        | —        |
| 2010/11         | Металлург-2 Жл  | Высшая лига     | 8                | 3                | 2                | 5                | --               | 43               | —        | —        | —        | —        | —        | —        |
| 2010/11         | Металлург Жл    | Экстралига      | 33               | 2                | 3                | 5                | +3               | 68               | 5        | 0        | 0        | 0        | +1       | 2        |
| 2011/12         | Металлург Жл    | Экстралига      | 24               | 6                | 8                | 14               | +8               | 39               | —        | —        | —        | —        | —        | —        |
| Всего в КХЛ     | Всего в КХЛ     | Всего в КХЛ     | —                | —                | —                | —                | —                | —                | —        | —        | —        | —        | —        | —        |
| Всего в карьере | Всего в карьере | Всего в карьере | 194              | 23               | 34               | 57               | +10              | 482              | 12       | 0        | 0        | 0        | --       | 2        |